# Shirley MacLaine
Shirley MacLaine (født Shirley MacLean Beaty; 24. april 1934 i Richmond, Virginia) er en amerikansk skuespiller, danser, forfatter og aktivist, der har haft en karriere, der strækker sig over flere årtier.
MacLaine begyndte sin karriere som danser og optrådte på Broadway i begyndelsen af 1950'erne. Hun fik hurtigt opmærksomhed for sin talentfulde dans og blev kendt for sin unikke kombination af elegance og komisk timing. Senere skiftede hun fokus til film, hvor hun opnåede stor succes.
Hun har medvirket i en bred vifte af filmgenrer, herunder drama, komedie og musicals. Nogle af hendes mest kendte film inkluderer Nøglen under måtten (1960), hvor hun spillede over for Jack Lemmon, Tid til kærtegn (1983), der indbragte hende en Oscar for Bedste Kvindelige Hovedrolle, og "Steel Magnolias" (1989).
Shirley MacLaine er også kendt for sin spirituelle søgen og har skrevet flere bøger om emnet, herunder "Out on a Limb" og "Dancing in the Light". Hendes åbne og kontroversielle holdninger har gjort hende til en bemærkelsesværdig stemme inden for alternative og spirituelle tanker.
Udover sin succes som skuespillerinde og forfatter har MacLaine også engageret sig i politiske og sociale spørgsmål. Hun har været en aktiv fortaler for LGBT-rettigheder og miljøbevidsthed.
Shirley MacLaine er kendt for sin karisma, talent og utrættelige energi. Hun har modtaget flere priser og nomineringer i løbet af sin karriere, herunder en Academy Award, en Golden Globe og en BAFTA Award. Hendes mangeårige bidrag til film og kunstverdenen har gjort hende til en elsket og respekteret skikkelse inden for underholdningsindustrien

## Trivia
Hun er Warren Beattys storesøster.

## Udvalgt filmografi
- Jorden rundt i 80 dage (1956)
- Nøglen under måtten (1960)
- Irma la Douce (1963)
- Sweet Charity (1969)
- Han kom, Han så, Han skød (1970)
- Being There (1979)
- Tid til kærtegn (1983, Oscar for bedste kvindelige hovedrolle)
- Ud og køre med de skøre 2 (1984)
- Steel Magnolias (1989)
- Postcards from the Edge (1990)
- Bewitched (2005)